# Jimera de Líbar
Jimera de Líbar – mała miejscowość na południu Hiszpanii w Andaluzji w prowincji Malaga w dolinie rzeki Guadiaro.